# 조너선 데미
로버트 조너선 데미(Robert Jonathan Demme, 1944년 2월 22일 ~ 2017년 4월 26일)은 미국의 영화 감독이다.

## 연출 목록
- 여자 수용소 (1974)
- 멜빈과 하워드 (1980)
- 위험한 유혹 (1984)
- 썸씽 와일드 (1986)
- 마피아의 아내 (1988)
- 양들의 침묵 (1991)
- 필라델피아 (1993)
- 비러브드 (Beloved) (1998)
- 찰리의 진실 (2002)
- 맨츄리안 켄디데이트 (2004)
- 레이첼, 결혼하다 (2009)
- 마스터 빌더 (2013)
- 어바웃 리키 (2015)